# Білки POTE
Білки POTE (англ. POTE proteins, від англ. Prostate, Placenta, Ovary, Testis, and Embryo — від простата, плацента, яєчник, сім'яник та ембріон) — група білків, які характерні для приматів та присутні переважно в клітинах статевої системи та ембріональних тканинах. У людини відомо 13 білок-кодуючих генів та один псевдоген. Їх також відносять до групи ракові/сім'яникові антигени. Уперше ця група білків описана 2006 року

## Структура
Ці білки зазвичай містять три характерні мотиви:
- анкіриновий домен з 33 амінокислотних залишків
- багату на цистеїн ділянку довжиною 37 амінокислотних залишків
- альфа-спіралі різної довжини

У 3'-нетрансльованій ділянці ці гени мають ретротранспозон Line-1, який забезпечив розмноження предкового гена по геному.

## Різноманіття
14 генів білків POTE розділяють на 3 групи. Еволюційно вони всі походять від гену ANKRD26.
У мармозетки наявні два паралоги з родини, у макак — 4, у горили — 6, у шимпанзе та орангутана — по 7. Збільшення числа генів у людини відбулося впродовж останніх 2 мільйонів років еволюції.
У людини наявно 13 білок-кодуючих генів:
- POTEA
- POTEB
- POTEB2
- POTEB3
- POTEC
- POTED
- POTEE
- POTEF
- POTEG
- POTEH
- POTEI
- POTEJ
- POTEM